# Týden v tichém domě
Týden v tichém domě je československý celovečerní film z roku 1947 režiséra Jiřího Krejčíka, podle scénáře Jiřího Krejčíka, Karla Vettera a Josefa Antonína Novotného, který byl natočen na motivy stejnojmenné povídky Jana Nerudy z knihy Povídky malostranské. Film má sedm částí (pondělí až neděle) a jsou v něm sledovány prolínající se osudy lidí, které spojuje život v jednom malostranském měšťanském domě. Hudbu k filmu složil Jiří Šust.
Ve filmu hráli: Jaromír Spal, Jaroslav Průcha, Jarmila Kurandová, František Kreuzmann starší, Světla Svozilová, Blanka Waleská, Zdena Matějíčková, J. O. Martin a další.
Film Týden v tichém domě byl prvním celovečerním filmem režiséra Jiřího Krejčíka.